# Chang Wanquan
 (juin 2016).
Si vous disposez d'ouvrages ou d'articles de référence ou si vous connaissez des sites web de qualité traitant du thème abordé ici, merci de compléter l'article en donnant les références utiles à sa vérifiabilité et en les liant à la section « Notes et références ».
Chang Wanquan (Chinois : 常万全 ; pinyin :  Cháng Wànquán), né en 1949, est un général de l'Armée populaire de libération (APL). Entre 2013 et 2018, il était le ministre de la Défense nationale chinois et est membre, à ce titre, de la Commission militaire centrale.

## Biographie
Né en 1949 à Nanyang, dans la province du Henan, Chang a rejoint l'APL en mars 1968 et le Parti communiste chinois (PCC) en novembre de la même année. De janvier 2002 à décembre 2004, il est chef d'état-major et membre du comité du PCC de la région militaire de Lanzhou. De décembre 2004 à septembre 2007, il a été commandant de la région militaire de Shenyang. Il a également été directeur du département général de l'armement de l'APL. En octobre 2007, il a été élu membre de la Commission militaire centrale.
Il a obtenu le grade de colonel supérieur en 1992, de général de division en juillet 1997, de général de corps d'armée en 2003 et de général de corps d'armée en octobre 2007. Il a été membre des 16e, 17e et 18e comités centraux.
En octobre 2012, il a été nommé permanent membre de la Commission militaire centrale (CMC).
Lors de la première session plénière du 12e Congrès national du peuple, en octobre 2013, il a été nommé ministre de la défense nationale, succédant au général Liang Guanglie. Il a également été nommé conseiller d'État.
Il quitte ses fonctions en mars 2018.